# Sauts par équipe mixte de ski acrobatique aux Jeux olympiques de 2022
Navigation
Milan/Cortina 2026
L'épreuve de sauts par équipe des Jeux olympiques d'hiver de 2022 a lieu le 10 février 2022 au Genting Secret Garden.
Cette épreuve mixte fait sa première lors de cette édition alors que les épreuves individuelles hommes et femmes sont au programme depuis 1994. L'épreuve de sauts par équipes mixtes est inscrite au programme de la Coupe du monde FIS de ski acrobatique depuis la saison 2014/15 et aux championnats du monde depuis 2019.
Pour qu'un Comité olympique puisse concourir, il faut qu'au moins trois athlètes soient qualifiés en individuel avec au moins un homme et une femme.
La Russie a été championne du monde 2021, et la Suisse et les États-Unis ont été respectivement médaillés d'argent et de bronze. 
Après la publication des quotas individuels, huit équipes étaient en mesure de s'engager, mais l'Ukraine et le Kazakhstan ont fait le choix de ne pas participer à l'épreuve.

## Médaillés
| Or                                                                                  | Argent                                                      | Bronze                                                               |
| États-Unis - Ashley Caldwell - Christopher Lillis - Justin Schoenefeld - 338.34 pts | Chine - Xu Mengtao - Jia Zongyang - Qi Guangpu - 324.22 pts | Canada - Marion Thénault - Miha Fontaine - Lewis Irving - 326.94 pts |

## Résultats
Chaque skieur réalise un unique saut au cours de la première manche : les points des trois sauts sont additionnés et le total permet de désigner les quatre équipes qui s'affronteront dans la deuxième manche où les compteurs sont remis à zéro.
| Rang                                | Dossard       | Pays                                                             | Finale 1                    | Finale 2                   |
| ----------------------------------- | ------------- | ---------------------------------------------------------------- | --------------------------- | -------------------------- |
| Médaille d'or, Jeux olympiques      | 2 2–1 2–2 2–3 | États-Unis Ashley Caldwell Christopher Lillis Justin Schoenefeld | 330.55 104.31 101.81 124.43 | 338.34 88.86 135.00 114.48 |
| Médaille d'argent, Jeux olympiques  | 1 1–1 1–2 1–3 | Chine Xu Mengtao Jia Zongyang Qi Guangpu                         | 336.89 94.01 124.78 118.10  | 324.22 106.03 96.02 122.17 |
| Médaille de bronze, Jeux olympiques | 5 5–1 5–2 5–3 | Canada Marion Thénault Miha Fontaine Lewis Irving                | 326.94 93.06 113.97 119.91  | 290.98 62.74 116.48 111.76 |
| 4                                   | 3 3–1 3–2 3–3 | Suisse Alexandra Bär Pirmin Werner Noé Roth                      | 300.62 65.83 128.00 106.79  | 276.01 57.01 109.00 110.00 |
| 5                                   | 4 4–1 4–2 4–3 | ROC Liubov Nikitina Ilya Burov Stanislav Nikitin                 | 295.97 79.66 97.28 119.03   | Non-qualifié               |
| 6                                   | 6 6–1 6–2 6–3 | Biélorussie Hanna Huskova Stanislau Hladchenko Maxim Gustik      | 273.67 84.73 89.92 99.12    | Non-qualifié               |